# The Legend of Zelda: Breath of the Wild
The Legend of Zelda: Breath of the Wild (ゼルダの伝説 ブレス オブ ザ ワイルド Zeruda no Densetsu: Buresu obu za Wairudo?) är ett  actionäventyrsspel till Wii U och Nintendo Switch. 
Spelet utannonserades för första gången den 23 januari 2013 och hade en planerad lansering under 2015. Det var dock först under 2016 som spelets titel Breath of the Wild blev officiell och lanseringsdatum var då planerat till någon gång under 2017. Den 3 mars 2017 släpptes spelet till Wii U och Nintendo Switch. Breath of the Wild var det sista Nintendo-spelet som släpptes för Wii U.
I The Legend of Zelda: Breath of the Wild iklär sig spelaren rollen som Link, en hjälte som vaknar efter hundra års sömn till ett post-apokalyptiskt rike vid namn Hyrule. Till att börja med har Link inga av sina minnen kvar, och inga vapen att skydda sig med. När spelaren utforskar Hyrule låser man upp fler minnen av Links gamla liv och hittar fler vapen och verktyg att använda. 
Spelet är ett så kallat Open World-spel, vilket betyder att spelaren kan göra in princip vad den vill i vilken ordning som helst och inte behöver följa en viss väg för att komma vidare. En stor förändring i Breath of the Wild jämfört med föregående titlar i spelserien är den stora mängden vapen som finns att finna.
Breath of the Wild är också det första i spelserien att ha begränsat röstskådespel för vissa karaktärer. 
Spelet vann år 2017 ”Game of the Year”- priset på The Game Awards, och har fått full pott på nästan alla recensioner.

## Handling
Link är en ung pojke som vaknar i en kammare när han hör en kvinnlig röst tala till honom. Hon instruerar honom att ta en s.k. Sheikah Slate, en apparat som har en karta, och begär att han ska rädda Hyrule. Link beger sig utomhus där han stöter på en gammal man som informerar honom att Link befinner sig på The Great Plateau, en högt belägen plats där enda sättet att ta sig ner är med hjälp av en paraglider. Den gamle mannen erbjuder sin paraglider till Link om han kan hämta fyra skatter i de fyra helgedomarna som finns på The Great Plateau. När spelaren har funnit dessa så ber den gamle mannen Link att möta honom i The Temple of Time. Den gamle mannen berättar att han är Hyrules kung Rhoams ande. Han berättar att för 100 år föll nästan hela kungariket när Calamity Ganon återuppstod. Link blev svårt skadad under striden så han fördes till The Shrine of Resurrection och prinsessan Zelda använde sina krafter för att hålla Ganon fången i Hyrule Castle där båda har hållits fångna i 100 år. Kung Rhoam ber Link att besegra Ganon för att rädda Hyrule och Zelda.

## Uppföljare
Den 11 juni 2019 i slutet av Nintendos E3 Direct avslöjades att en uppföljare till Breath of The Wild var under utveckling. Den 8 september 2020 meddelade Nintendo i en video, som lades upp både på Twitter och Youtube, att de behövde mer tid till uppföljaren och att det skulle ta ett tag till, men att de i samarbete med KOEI Techmo har jobbat på ett nytt spel i Hyrule Warriors-serien. Spelet fick namnet Hyrule Warriors: Age of Calamity, och lanseringsdatumet 20 november. Den 15 juni 2021 visades en ny trailer under Nintendo Direct E3 2021. Den avslöjade lite till om vad uppföljaren kommer handla om och att den planeras att lanseras under 2022. Spelet sköts senare upp till våren 2023.
Den 13 september 2022 släpptes en trailer där uppföljaren fick titeln The Legend of Zelda: Tears of the Kingdom och lanseringsdatumet 12 maj 2023.